# Lautaro Valenti
Lautaro Rodrigo Valenti (Rosario, 14 gennaio 1999) è un calciatore argentino, difensore del Parma.

## Caratteristiche tecniche
È un difensore centrale, alto e forte fisicamente. Inizialmente attaccante, per via della statura a 14 anni viene impostato come difensore centrale. In fase realizzativa si distingue per la potenza dei suoi tiri dalla distanza. Abile nella marcatura a uomo, pecca tuttavia in velocità e tecnica.

## Carriera
Cresciuto nel settore giovanile del Lanús, ha esordito in prima squadra il 7 maggio 2019 in occasione dell'incontro di Copa de la Superliga perso 2-0 contro il Vélez Sarsfield.  Il 26 settembre 2020 viene acquistato dal Parma con la formula del prestito con obbligo di riscatto. Il 22 dicembre fa il suo esordio in Serie A, subentrando al 38' del secondo tempo nella sconfitta per 2-1 del Parma contro il Crotone. Il 10 gennaio 2021, nella sconfitta interna 0-2 con la Lazio subisce un infortunio al bicipite femorale sinistro e al 35' del primo tempo, sul risultato di 0-0, è costretto ad abbandonare il terreno di gioco. Dopo essere rimasto fuori per circa 40 giorni, rientra in gruppo nella settimana che porta alla partita con lo Spezia, contro il quale subentra nei minuti finali. A fine stagione viene acquistato a titolo definitivo dagli emiliani. Il 15 ottobre 2022 segna il suo primo gol nel campionato italiano, con i ducali impegnati nel torneo cadetto, nel successo per 2-0 sulla Reggina. Il 28 dicembre 2024 segna il suo primo gol in Serie A, siglando al 98' la rete del successo casalingo contro il Monza.

## Statistiche

### Presenze e reti nei club
Statistiche aggiornate al 25 maggio 2025.
| Stagione        | Squadra         | Campionato      | Campionato | Campionato | Coppe nazionali | Coppe nazionali | Coppe nazionali | Coppe continentali | Coppe continentali | Coppe continentali | Altre coppe | Altre coppe | Altre coppe | Totale | Totale |
| Stagione        | Squadra         | Comp            | Pres       | Reti       | Comp            | Pres            | Reti            | Comp               | Pres               | Reti               | Comp        | Pres        | Reti        | Pres   | Reti   |
| --------------- | --------------- | --------------- | ---------- | ---------- | --------------- | --------------- | --------------- | ------------------ | ------------------ | ------------------ | ----------- | ----------- | ----------- | ------ | ------ |
| 2018-2019       | Lanús           | PD              | 0          | 0          | CA+CdL          | 4+1             | 0               | -                  | -                  | -                  | -           | -           | -           | 5      | 0      |
| 2019-2020       | Lanús           | PD              | 22         | 3          | CA+CdL          | 0+1             | 0               | CS                 | 1                  | 0                  | -           | -           | -           | 24     | 3      |
| Totale Lanús    | Totale Lanús    | Totale Lanús    | 22         | 3          |                 | 6               | 0               |                    | 1                  | 0                  |             | -           | -           | 29     | 3      |
| 2020-2021       | Parma           | A               | 11         | 0          | CI              | 1               | 0               | -                  | -                  | -                  | -           | -           | -           | 12     | 0      |
| 2021-2022       | Parma           | B               | 3          | 0          | CI              | 1               | 0               | -                  | -                  | -                  | -           | -           | -           | 4      | 0      |
| 2022-2023       | Parma           | B               | 24         | 1          | CI              | 2               | 0               | -                  | -                  | -                  | -           | -           | -           | 26     | 1      |
| 2023-2024       | Parma           | B               | 2          | 0          | CI              | 0               | 0               | -                  | -                  | -                  | -           | -           | -           | 2      | 0      |
| 2024-2025       | Parma           | A               | 20         | 1          | CI              | 0               | 0               | -                  | -                  | -                  | -           | -           | -           | 20     | 1      |
| Totale Parma    | Totale Parma    | Totale Parma    | 60         | 2          |                 | 4               | 0               |                    | -                  | -                  |             | -           | -           | 64     | 2      |
| Totale carriera | Totale carriera | Totale carriera | 82         | 5          |                 | 10              | 0               |                    | 1                  | 0                  |             | -           | -           | 93     | 5      |

## Palmarès

### Club
- Campionato italiano di Serie B: 1

Parma: 2023-2024